# Dongfeng S50
Dongfeng S50 — електромобіль, який виробляється китайською компанією Dongfeng Motor Corporation. Це популярний електромобіль, який пропонує водіям екологічно чисту альтернативу традиційним автомобілям з двигунами, що працюють на внутрішньому згорянні.

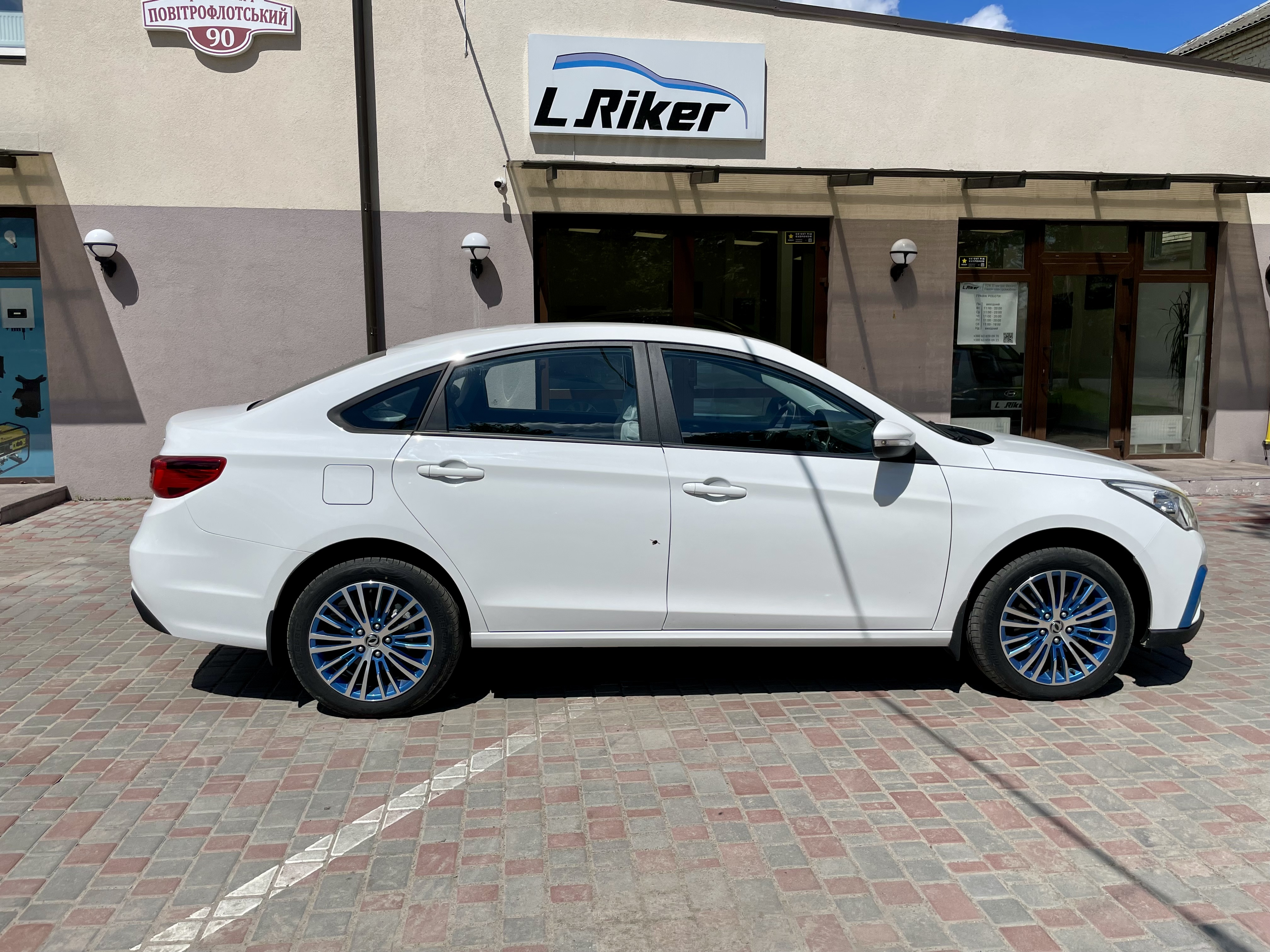

## Історія
Dongfeng Motor Corporation випустила S50 у 2018 році як свій перший електромобіль. Цей крок підтверджує зобов'язання компанії по розвитку інноваційних технологій та виробництву автомобілів, які сприяють зменшенню впливу на довкілля.

## Характеристики

### Дизайн
Dongfeng S50 має сучасний і елегантний дизайн, який поєднує в собі естетику та аеродинамічність. Зовнішній вигляд автомобіля виражає його динамічний характер і відображає передові технології, використані в його створенні.

### Електрична система
Dongfeng S50 оснащений потужною електричною системою, яка включає літій-іонний акумулятор. Цей акумулятор забезпечує автомобілю велику витривалість та дальність ходу без шкідливих викидів в атмосферу. Заряджання може здійснюватися звичайною електричною розеткою або на публічних зарядних станціях.

### Продуктивність
Електромотор Dongfeng S50 забезпечує потужність, що дозволяє автомобілю рухатися швидко та маневрувати на дорозі. Водії можуть насолоджуватися комфортним та тихим поїздками без шуму та викидів вуглецю.

### Технології безпеки
Dongfeng S50 оснащений сучасними технологіями безпеки, які забезпечують водія та пасажирів найвищий рівень захисту. Системи електронної стабілізації, системи контролю тиску у шинах та інші передові функції допомагають уникнути небезпеки на дорозі.

## Ринкові досягнення
Dongfeng S50 став популярним автомобілем в Китаї та отримав позитивні відгуки від власників. Його доступна ціна та висока якість зробили його одним із найбільш продаваних електромобілів на внутрішньому ринку.

## Екологічний внесок
Екологічні переваги Dongfeng S50 полягають у відсутності викидів вуглецю та шкідливих газів, що є результатом його електричної системи. Використання таких автомобілів сприяє зменшенню залежності від нафтових продуктів та впливу на зміну клімату.